# الأكاديمية العسكرية المصرية
الأكاديمية العسكرية المصرية هي أكاديمية عسكرية تابعة للقوات المسلحة المصرية، أنشأت طبقًا للقانون رقم 149 لسنة 2022، يرأسها وزير الدفاع، ومقرها الرئيسي داخل مركز قيادة الدولة الإستراتيجي بالعاصمة الإدارية الجديدة، وطبقًا للقانون فقد أنشأت الأكاديمية بهدف إعداد وتخريج ضباط تتوافر فيهم الكفاءة والمؤهلات التكتيكية والفنية للخدمة في وحدات القوات المسلحة المصرية، وتتكون من أربعة كليات، وتمنح الأكاديمية الخريجين درجة البكالوريوس والليسانس على حسب التخصص.

## التشريعات المنظمة
- القانون رقم 149 لسنة 2022.[2]

## الكليات
تضم الأكاديمية العسكرية أربع كليات هي:
- الكلية الحربية.
- الكلية الجوية.
- الكلية البحرية.
- كلية الدفاع الجوي.

## وصلات خارجية
- فيديو عن الأكاديمية على موقع يوتيوب.